# Rock Island Line (Lied)
Rock Island Line ist ein 1937 von Leadbelly erstmals aufgenommener Eisenbahnsong, der 1956  in der Version von Lonnie Donegan zum Welthit wurde. Die besungene Eisenbahngesellschaft ist die Chicago, Rock Island and Pacific Railroad.

## Entstehungsgeschichte

Lead Belly - Rock Island Line

Der Song wurde erstmals 1934 von den Musikforschern Alan und John Lomax während ihrer Besuche in Staatsgefängnissen in den Südstaaten auf der Suche nach Folksongs entdeckt. Während dieser Reisen war der gerade aus dem Gefängnis entlassene Bluessänger Huddie „Leadbelly“ Ledbetter ab September 1934 der Fahrer der Musikforscher in Arkansas. Ledbetter hörte den Song und merkte ihn sich; er wurde zu einem seiner berühmtesten Titel und ein dauerhafter Teil seines Repertoires. Leadbelly nahm das Stück erstmals am 22. Juni 1937 in Washington D.C. für die Library of Congress, die US-Nationalbibliothek, auf. 
Es folgten weitere Aufnahmen, so am 15. Juni 1940 zusammen mit dem Golden Gate Quartet und im Januar 1942 für Moses Asch, dem späteren Mitbegründer von Folkways Records und dessen New Yorker Plattenlabel Asch Recordings (#102) auf der Single Ol’ Riley / Rock Island Line mit einer 12-saitigen Gitarre. Die letzte Version ist ein Konzertmitschnitt aus Texas vom 15. Juni 1949.  
Der Song handelt von der Chicago, Rock Island and Pacific Railroad Company, die im April 1902 erstmals den Bundesstaat Arkansas erreichte, als sie dort die Mehrheit an drei kleineren Eisenbahnlinien erwarb.

## Erfolg

Lonnie Donegan - Rock Island Line

Der Song wurde von Lonnie Donegan erstmals 1953 während eines Konzertes in der Londoner Royal Festival Hall gespielt. Im Juli 1954 wurde er für die britische LP New Orleans Joy von Chris Barber’s Jazz Band & The Lonnie Donegan Skiffle Group aufgenommen, die 60.000 Mal verkauft wurde – ein enormer Umsatz für ein damaliges Debütalbum. 
Donegans Produzent verlangte für die Aufnahmesession am 13. Juli 1954 ausschließlich Instrumentaltitel, doch das Trio spielte in dessen Abwesenheit zwei Vokaltitel ein, von denen einer Rock Island Line war. Er übernahm dabei Leadbellys komplettes Arrangement, erhöhte allerdings das Tempo. Der Song wurde im November 1955 in Großbritannien bei Decca Records mit der B-Seite John Henry als Donegans erste Single veröffentlicht. Er erhielt 50 Pfund für die Aufnahmesession, aber keine Tantiemen.
Als der Song im Januar 1956 über das BBC Light Programme ausgestrahlt wurde, löste er unter den britischen Teenagern eine Skiffle-Welle aus. Im selben Monat kam er in die dortigen Charts, wo er bis auf Rang acht gelangte. Dieselbe Platzierung erreichte der Titel im März 1956 auch in der US-Pop-Hitparade. Ein ansteckender Rhythmus, zuerst langsam und sich dann beschleunigend wie ein Güterzug, dominiert den einfach instrumentierten Song. Fortan etablierte sich als Skiffle-Besetzung Gitarre und Banjo und für den Rhythmus ein Waschbrett. In den USA wurden zunächst 700.000, in Europa insgesamt 350.000 Exemplare verkauft. Nach sechs Monaten waren drei Millionen Exemplare umgesetzt. Es war die erste Debütaufnahme eines Musikers, die in Großbritannien mit Gold ausgezeichnet wurde.

## Komponist
Wer als Komponist von Rock Island Line in Frage kommt, ist umstritten. Obwohl Ledbetter mit dem Song in Verbindung gebracht wird, ist er aufgrund der Entstehungsgeschichte wohl nicht der Urheber. BMI behandelt die Komposition als Traditional, weil sie allen Bearbeitern verschiedene Werknummern zugeteilt hat. So sind insbesondere Huddie Ledbetter (#1260902), Joel Newman (#1260905 für den Musikverlag Folkways Music Publishers) und Lonnie Donegan (#1260911) als Komponisten registriert; letzterer erhielt einen BMI-Award hierfür. Für die Einstufung als Traditional spricht auch die Angabe auf dem Plattenlabel von Donegan, während bei Ledbetter eine Urheberangabe unterblieben ist. 
Insgesamt waren im Oktober 37 Versionen dieses Klassikers auf cover.info verzeichnet. Wichtige Fassungen stammen von Louis M. “Grandpa” Jones, der den Titel am 14. März 1956 (King Records #4918) aufnahm. Bobby Darins erste Single im April 1956 war Rock Island Line, die er am 10. März 1956 in der Dorsey Brothers TV-Show präsentierte. Eine Version von Johnny Cash ist auf seiner im Oktober 1957 erschienenen LP Johnny Cash With His Hot and Blue Guitar zu finden. Der Titel gehörte zum Standardrepertoire der Beatles-Vorläuferband, der Quarrymen.

## Der Song in der Werbung
Der Song war 2006 in der Fernsehwerbung für den Opel Astra TwinTop zu hören.